# Bembrops ocellatus
Bembrops ocellatus és una espècie de peix de la família dels percòfids i de l'ordre dels perciformes.

## Etimologia
Bembrops prové dels mots grecs bembras, -ados (una mena d'anxova) i ops (aparença), mentre que ocellatus deriva del mot llatí ocellus (ullet) en referència al punt negre que té a l'aleta caudal.

## Descripció
Fa 18,8 cm de llargària màxima.

## Hàbitat i distribució geogràfica
És un peix marí, batidemersal (entre 394 i 579 m de fondària) i de clima tropical, el qual viu a l'Atlàntic occidental central: Anguilla, Colòmbia, Costa Rica, Dominica, Grenada
, Hondures, Jamaica, Nicaragua, Puerto Rico, Saint Christopher i Nevis, Surinam, Trinitat i Tobago i Veneçuela.

## Observacions
És inofensiu per als humans.